# Dichaea viridula
Dichaea viridula är en orkidéart som beskrevs av Franco Pupulin. Dichaea viridula ingår i släktet Dichaea och familjen orkidéer.
Artens utbredningsområde är Costa Rica. Inga underarter finns listade i Catalogue of Life.